# Salma Khadra Jayyusi
Pour les articles homonymes, voir Khadra (homonymie).
Salma Khadra Jayyusi (en arabe : سلمى الخضراء الجيوسي) (née à Acre, en Palestine mandataire  en 1926, 1927 ou 1929, et morte le 20 avril 2023 à Amman), est une poétesse, critique littéraire, historienne palestinienne, fondatrice et directrice des projets culturels PROTA et East-West Nexus, projets pour la diffusion de la littérature arabo-islamique.
De nombreuses distinctions récompensent d'ores et déjà le travail de Jayyusi qui par l'ensemble de ses publications et projets, a considérablement enrichi la compréhension et la connaissance de la littéraire et de la pensée arabe.

## Biographie
Salma Khadra Jayyusi est née en Jordanie d'un père palestinien, Subhi al-Khadra (en) – célèbre activiste, politicien palestinien, un des leaders d'Istiqlal – et d'une mère libanaise. Elle grandit en Palestine entourée de livres, écoutant les histoires traditionnelles des deux cultures arabe et occidentale, et proche témoin de la persistante lutte de son père pour les Palestiniens.
Elle fait ses études secondaires au Schmidt College de Jérusalem, puis sort de l'université américaine de Beyrouth, diplômée avec les honneurs en arabe et en littérature anglaise. Elle épouse un diplomate jordanien dont elle a trois enfants. Elle ne commence sa carrière d'écrivain et de professeur qu'après les avoir élevés.
En 1970 elle obtient un doctorat en littérature arabe à l'École des études orientales et africaines (SOAS) de l'université de Londres. Peu après elle enseigne à l'université de Khartoum (1970-1973), puis à l'université d'Alger et de Constantine (1973-1975),.
En 1973, elle a été invitée par la MESA (Middle East Studies Association of North America (en)) pour une tournée de conférences au Canada et aux États-Unis. En 1975, professeur invitée (cours de littérature arabe) à l'université de l'Utah, elle décide de rester aux États-Unis, enseignant alors dans plusieurs universités (Utah, Washington, Texas)[réf. nécessaire], avant de mener des recherches à l'université du Michigan pendant deux ans. Elle finit cependant par quitter l'enseignement pour se concentrer exclusivement à un travail de diffusion de l'histoire, la culture et la littérature arabes/islamiques en langue anglaise.
En 1980 elle lance le projet PROTA (Project of Translation from Arabic (en)/ Projet de traduction de l'arabe). Ce projet est à l'origine de la publication d'anthologies majeures de textes de la littérature arabe (classique et moderne) en langue originale et en traduction anglaise.
Jayyusi a par la suite donné de nombreuses conférences, enseigné dans de multiples institutions culturelles et universitaires dans l'ensemble du monde arabe, en Extrême-Orient et en Occident.
À la fin de années quatre-vingt, Jayyusi poursuit le projet PROTA en lançant le projet Est-West Nexus. Dans ce cadre, son premier travail est l'édition d'un livre sur le thème de l'héritage de l'Espagne musulmane, rédigé par 42 chercheurs : The Legacy of Muslim Spain. Cette somme, publiée par l'éditeur Brill à Leyde aux Pays-Bas, devient un best-seller.
En 1994-1995, elle passe l'année scolaire à l'Institut d'études avancées de Berlin (« Wissenschaftskolleg zu Berlin ») où son enseignement porte sur les relations culturelles Est/Ouest, puis sur la culture, la langue et la littérature de l'Arabie préislamique, sujet pour lequel elle monte deux ‘ateliers'.
En mai 1995, en coopération avec l'Institut américain des études maghrébines, elle tient une conférence à Tanger sur la « Langue, littérature et la culture en Afrique du Nord », en présence de grands écrivains et universitaires en provenance des États-Unis mais surtout de Libye, Tunisie, Algérie, Maroc et autres pays arabes.
Elle se focalise ensuite sur l'étude des racines de l'important corpus de la littérature arabe (prose et poésie), l'un des plus riches au monde, afin d'en donner une meilleure compréhension et surtout d'expliquer en quoi elle témoigne d'une activité créatrice universelle.
En 1997, elle reçoit une subvention de la Fondation Ford pour éditer un livre sur les droits de l'homme dans les textes arabes : ses recherches aboutiront à la publication d'un ouvrage (Human Rights in Arab Thought: A Reader) de quelque 1 500 pages sur l'histoire de la notion de droits de l'homme dans le monde arabe, montrant les différents modèles d'applications et de violations des droits de l'homme dans l'expérience arabe, en se concentrant principalement sur les temps modernes.
En 1999, elle reçoit une bourse Fulbright pour effectuer des recherches sur la vie des Palestiniens au XXe siècle, travail pour lequel elle effectue de nombreux séjours en 1999-2000 en Syrie, Jordanie et Cisjordanie. Elle va jusqu'à inviter des architectes américains et italiens, guidés par deux spécialistes de la ville islamique, pour une étude de terrain sur les aspects morphologiques de la vieille ville de Jérusalem.
En octobre 2001, elle organise une conférence internationale à Amman, en Jordanie, sur l'histoire de l'ancienne Jérusalem, qui aboutit à un livre en arabe et en anglais, intitulé Jérusalem, histoire et tradition[réf. nécessaire].

## Distinctions
- 1988 : lorsque Naguib Mahfouz remporte le prix Nobel, Jayyusi est invitée par l'Académie Nobel à assister à la cérémonie de remise des prix à Stockholm, en reconnaissance du rôle joué par son travail qui a montré l'importance de la littérature arabe et celle du travail de Naguib Mahfouz lui-même.
- 1990 : Lifetime Achievement Award de l'Organisation de libération de la Palestine pour ses services rendus à la culture et littérature palestiniennes[1].
- 1996 : prix de l'association Joumblatt du Liban, au Venezuela.
- 1996 : prix de l'Arab American Association des diplômés universitaires de Californie, aux États-Unis, pour services exceptionnels rendus à la culture arabe[1].
- 1999 : prix de l'Autorité nationale palestinienne pour des réalisations exceptionnelles en matière de diffusion culturelle.
- 2002 : prix de l'État du Koweït pour les services éminents rendus à la culture arabe et islamique[1].

## Ouvrages
ou direction d'ouvrage :
- (ar) (De retour d'une fontaine rêveuse), 1960 recueil de poèmes[pas clair]
- (ar + en) Modern Arabic Poetry : An Anthology  (trad. de l'arabe), New York, Columbia University Press, 1987, 498 p. (ISBN 0-231-05273-1)
- (ar + en) The Literature of Modern Arabia, Austin, TX: University of Texas Press, 1988
- (ar + en) Anthology of Modern Palestinian Literature, New York, Columbia University Press, 1992
- (ar + en) The Legacy of Muslim Spain, Leiden, EJ Brill, 1992
- (ar + en) Short Arabic Plays : An Anthology, New York, Interlink Books, 2003
- (ar + en) Modern Arabic Fiction : An Anthology, New York, Columbia University Press, 2005, 1056 p. (ISBN 978-0-231-13255-8)
- (ar + en) Classical Arabic Stories : An Anthology, 2010, 410 p. (ISBN 978-0-231-14922-8, lire en ligne)
- (ar + en) Human Rights in Arab Thought : A Reader, Londres et New York, I.B. Tauris, 2008
- (ar + en) Tales of Juha : Classic Arab Folk Humor  (trad. Matthew Sorenson, Faisal Khadra et Christopher Tingley), 2006

avec Roger Allen : 
- (ar + en) Modern Arabic Drama : An Anthology, Bloomington, Indiana University Press, 1995

avec Mansour al-Hazimi, Ezzat Khattab :
- (ar + en) Beyond The Dunes : An Anthology of Modern Saudi Literature, IB Tauris, 2006

avec Zafar Ishaq Ansari (en) :
- (en) My Jerusalem : Essays, Reminiscences and Poems, Interlink Books, 2004 - propres textes